# Amabel Hume-Campbell, 1.ª Condessa de Grey
Amabel Hume-Campbell, 1.ª Condessa de Grey de Wrest (nascida Amabel Yorke; 22 de janeiro de 1751 — 4 de maio de 1833) foi uma aristocrata, artista e escritora de diários britânica. Ela foi a 5.ª baronesa Lucas e 1.º condessa de Grey de Wrest. Pelo seu casamento com Alexander Hume-Campbell, Senhor Polwarth, foi também senhora Polwarth.

## Família
Amabel foi a filha primogênita de Philip Yorke, 2.º Conde de Hardwicke e de Jemima Yorke, 2.ª Marquesa Grey. 
Os seus avós paternos eram Philip Yorke, 1.º Conde de Hardwicke e Margaret Cocks. Os seus avós maternos eram John Campbell, 3.º Conde de Breadalbane e Holland e Amabel Grey.
Ela foi uma descendente direta da rainha Isabel Woodville (cujo segundo marido foi Eduardo IV de Inglaterra) através de sua trisavó materna Frances Howard, filha de Theophilus Howard, 2.º Conde de Suffolk, por sua vez neto de Margaret Audley, que era filha de Elizabeth Grey, cujo pai era Thomas Grey, 2.º Marquês de Dorset, um neto da rainha Isabel, pelo seu primeiro casamento com John Grey. Também era descendente direta de Tomás Howard, 3.º Duque de Norfolk, trisavô de Theopilus Howard. O 3.º duque de Norfolk era o tio das rainhas Ana Bolena e Catarina Howard, segunda e quinta esposas do rei Henrique VIII de Inglaterra, respectivamente. Theophilus também era irmão de Frances Carr, Condessa de Somerset, que foi a figura central de um escândalo na corte do rei Jaime I como a assassina confessa do amigo de seu segundo marido.
Ela teve uma irmã mais nova, Mary Jemima, esposa de Thomas Robinson, 2.º Barão Grantham, e mãe de Frederick John Robinson, 1.º Conde de Ripon, Primeiro-ministro do Reino Unido de 1827 a 1828.

## Biografia
Amabel foi criada e educada na casa dos pais em Wrest Park, em Bedfordshire, pela qual tinha uma afeição especial, e também na casa deles em St. James's Square, na cidade de Londres. Ela amava livros desde os 5 anos de idade.
Amabel, aos 21 anos de idade, casou-se com Alexander Hume-Campbell, de 27 anos, no dia 16 de julho de 1772. Ele era filho de Hugh Hume-Campbell, 3.º Conde de Marchmont e de Elizabeth Crompton. 
O casal não teve filhos. Em 20 de maio de 1776, Alexander tornou-se barão Hume de Berwick.
Durante o seu casamento, Amabel morava em casas alugadas em Bedforshire. Mais tarde, adquiriu uma vila em Putney.
Após a morte de sua mãe, ela sucedeu como a 5.ª Baronesa Lucas de Crudwell, no condado de Wiltshire. Entretanto, a baronesa não pôde suceder como Marquesa Grey devido a sua extinção na linhagem masculina, e em seu lugar foi criado para ela o título de Condessa de Grey de Wrest, em 25 de outubro de 1816.
Ela aprendeu sobre arte e desenho com Alexander Cozens e James Basire, e sobre gravura com James Bretherton. Ela também tornou-se uma autora de diários, escrevendo principalmente sobre a Revolução Francesa, além de escrever sobre histórias de fadas e realizar tradução de Francisco Petrarca.
A condessa também fez sete esboços de Wrest e Wimpole para um jantar da imperatriz Catarina, a Grande.
Amabel administrava Wrest Park com o auxílio de seu sobrinho, Thomas, mais tarde seu sucessor.
A condessa faleceu em St. James's Square, no dia 4 de maio de 1833, aos 82 anos de idade. Ela foi enterrada no Mausoléu de Grey, em Bedfordshire.
Em dezembro de 1917, mais de 4 000 de suas gravuras, parte da coleção da família, foram doadas para o Museu Britânico.